# Giuseppe Silos
Giuseppe Silos (Bitonto, 1601 – 1674) è stato un religioso, scrittore dell'ordine dei Chierici regolari teatini italiano.

## Biografia
Giuseppe Silos (1601-1674), figlio del nobile Giandonato del ramo Sylos-Calò di Bitonto e Laura Pietà.
Entra nell'Ordine dei Teatini a Genova nel 1617, fu attivo tra Napoli, Palermo, Milano, Roma e la natia Bitonto.
Silos è autore di opere storico-agiografiche e celebrative di carattere religioso in versi e in prosa, in latino e in volgare, tra le quali la monumentale Historia dei Teatini (1650-1666).
Silos fu membro dell'Accademica degli Infiammati di Padova con il nome accademico lo Smemorato.

## Opere
- Historiarum clericorum regularium a Congregatione condita pars prior, Vitale Mascardi, Roma, 1650
- Musa canicularis sive iconum poeticarum libri tres, Eredi del Corbelletti, Roma, 1650
- Historiarum clericorum regularium a Congregatione condita pars altera, Eredi del Corbelletti, Roma, 1655
- Venerabilis Servi Dei Francisci Olympii ordinis clericorum regularium vita, Eredi del Corbelletti, Roma, 1657
- Opere di misericordia, overo sermoni di Purgatorio, Eredi del Corbelletti, Roma, 1660
- Vita del Venerabile Servo di Dio D. Francesco Olimpio, Paolo Bonacotta, Messina, 1664
- Analecta prosae orationis, et carminum, epistolarum, epigrammatum, inscriptionum centuriae, Pietro dell’Isola, Palermo, 1666
- Ragionamenti vari fatti in varie occasioni da D. Giuseppe Silos, Eredi del Corbelletti, Roma, 1668
- Conferenze accademiche tenute da quattro virtuosi ingegni, Ignazio Lazzari, Roma, 1670
- Mausolea Romanorum Pontificum et Caesarum Regumque Austriacorum, Ignazio Lazzari, Roma, 1670
- Vita di S. Gaetano Thiene, Ignatio de Lazari, Roma, 1671
- Plausus in solemni consecratione D. Caietani Thienaei, Ignazio Lazzari,  Roma, 1671

| Controllo di autorità | VIAF (EN) 268783853 · ISNI (EN) 0000 0003 9868 6655 · SBN SBLV225583 · CERL cnp00527605 · LCCN (EN) no96010816 · GND (DE) 129104434 · BNE (ES) XX1751810 (data) |